# Jessica Schwarz
Jessica Schwarz (ur. 5 maja 1977 w Michelstadt, Niemcy) – niemiecka aktorka.

## Filmografia
- 2012: Jezus mnie kocha (Jesus liebt mich) jako Marie
- 2009: Drzwi (Die Tür) jako Maja Andernach
- 2008: Buddenbrookowie – dzieje upadku rodziny (Die Buddenbrooks) jako Antonie „Tony” Buddenbrook
- 2007: Dlaczego mężczyźni nie słuchają, a kobiety nie potrafią czytać map jako Katrin
- 2006: Pachnidło jako Natalie
- 2006: Der Liebeswunsch jako Anja
- 2006: Pod Czerwoną Kakadu jako Luise
- 2005: Die Wilden Hühner jako Pani Rose
- 2004: Kalter Frühling jako Sylvia Berger
- 2004: Palpitacje jako November
- 2004: Tatort – Teufel im Leib jako Sandra Waller
- 2003: Im Labyrinth jako Fanny Berger
- 2003: Przegraj swoją młodość jako Melitta
- 2002: Jenny Berlin – Einsatz in Hamburg: Rückkehr des Teufels jako Nadja Linke
- 2002: Die Freunde der Freunde jako Pia
- 2001: Nichts bereuen jako Luca
- 2000: Monachium: Tajemnice miasta
- 1999: Jagd auf Amor jako Katja